# 日置村 (兵庫県)
日置村（ひおきむら）は、兵庫県多紀郡にあった村。現在の丹波篠山市の南東部、篠山川の左岸、国道372号沿線および曽地川の流域にあたる。

## 地理
- 山岳：弥十郎ヶ嶽
- 河川：篠山川、曽地川、辻川

## 歴史
- 1889年（明治22年）4月1日 - 町村制の施行により、八上新村・八上上村・西荘村・野々垣村・曽地口村・曽地中村・曽地奥村・上宿村・井之上村・宮之前村・畑市村・畑井村・北島村・小中村・辻村・波々伯部分・後川上村・後川中村・後川下村・後川新田村・後川奥村および泉村・般若寺村の飛地の区域をもって発足。
- 1892年（明治25年）1月8日 - 大字後川上村・後川新田村・後川中村・後川下村・後川奥村が分立して後川村が発足。
- 1955年（昭和30年）4月10日 - 後川村・雲部村と合併して城東村が発足。同日日置村廃止。

## 交通

### 鉄道路線
- 日本国有鉄道
  - 篠山線
    - 丹波日置駅